# Leptothorax naeviventris
Leptothorax naeviventris är en myrart som beskrevs av Santschi 1910. Leptothorax naeviventris ingår i släktet smalmyror, och familjen myror.

## Underarter
Arten delas in i följande underarter:
- L. n. kefensis
- L. n. naeviventris